# Ґреґ Уеллетт
Ґреґ Уеллетт (англ. Greg Ouellette; нар. 19 травня 1986) — колишній американський тенісист.
Найвищу одиночну позицію світового рейтингу — 269 місце досяг 12 серпня 2011, парну — 360 місце — 23 листопада 2009 року.
Завершив кар'єру 2014 року.

## Фінали ATP Челленджер і ITF Ф'ючерс

### Одиночний розряд: 5 (5-3)
| Легенда               |
| --------------------- |
| ATP Челленджери (0-0) |
| ITF Ф'ючерс (5-3)     |

| Титули за покриттям |
| ------------------- |
| Тверде (3–3)        |
| Трава (0–0)         |
| Ґрунт (2-0)         |
| Килим (0–0)         |

| Результат | Ранг | Дата              | Турнір                 | Покриття | Суперник               | Рахунок            |
| --------- | ---- | ----------------- | ---------------------- | -------- | ---------------------- | ------------------ |
| Перемога  | 1.   | 31, серпень 2009  | Алмере, Нідерланди     | Ґрунт    | Гаррі Геліоваара       | 6-2, 3-6, 6-4      |
| Поразка   | 2.   | 30, березень 2010 | Мобіл (Алабама), США   | Тверде   | Іво Клець              | 1-6, 4-6           |
| Поразка   | 3.   | 22 червня 2010    | Чико (Каліфорнія), США | Тверде   | Деніел Ю               | 6–2, 4-6, 6-7(3-7) |
| Перемога  | 4.   | 13 липня 2010     | Пеорія (Іллінойс), США | Ґрунт    | Деніел Ю               | 7-5, 1-6, 6-3      |
| Перемога  | 5.   | 11 жовтня 2010    | Каракас, Венесуела     | Тверде   | Іван Ендара            | 6-3, 6-1           |
| Поразка   | 6.   | 18 жовтня 2010    | Каракас, Венесуела     | Тверде   | Алехандро Гонсалес     | 1-6, 6-7(3-7)      |
| Перемога  | 7.   | 25 жовтня 2010    | Higuerote, Венесуела   | Тверде   | Крістофер Діас-Фігероа | 6-3, 6-2           |
| Поразка   | 8.   | 20 березня 2012   | Коста-Меса, США        | Тверде   | Браян Бейкер           | 1-6,2-6            |
| winner    | 9.   | 10 квітня 2012    | Оклахома-Сіті, США     | Тверде   | Педру Зербіні          | 6-2, 6-1           |

### Парний розряд: 7 (7-9)
| Легенда               |
| --------------------- |
| ATP Челленджери (0-1) |
| ITF Ф'ючерс (7-8)     |

| Титули за покриттям |
| ------------------- |
| Тверде (5-2)        |
| Трава (0–0)         |
| Ґрунт (2-6)         |
| Килим (0–0)         |

| Результат | Ранг | Дата              | Турнір                            | Покриття | Партнер          | Суперники                                      | Рахунок              |
| --------- | ---- | ----------------- | --------------------------------- | -------- | ---------------- | ---------------------------------------------- | -------------------- |
| Поразка   | 1.   | 22 листопада 2009 | Канкун, Мексика                   | Ґрунт    | Аділ Шамасдін    | Андре Бегеманн Леонарду Таваріш                | 1-6, 7–6(8-6), 8-10  |
| Поразка   | 2.   | 26 червня 2007    | Рочестер (Нью-Йорк), США          | Ґрунт    | Кріс Лам         | Корі Парр Тодд Пол                             | 4-6, 1-6             |
| Поразка   | 3.   | 17 червня 2008    | Сакраменто, США                   | Тверде   | Скотт Удсема     | Деніел Кінґ-Тернер Дж.Д. Джонс                 | 2-6, 6-4, 5-10       |
| Поразка   | 4.   | 2 лютого 2009     | Наукальпан-де-Хуарес, Мексика     | Тверде   | Трет Г'юї        | Луїс Діас-Барріга Антоніо Руїс-Росалес         | 3-6, 2-6             |
| Перемога  | 5.   | 28 квітня 2009    | Віро-Біч, Сполучені Штати Америки | Ґрунт    | Трет Г'юї        | Андреа Фальгері Стефано Янні                   | 6-2,6-2              |
| Поразка   | 6.   | 6 травня 2009     | Орандж-Парк (Флорида), США        | Ґрунт    | Філіп Бестер     | Маркус Ф'юґейт Тодд Пол                        | 4-6, 1-6             |
| Поразка   | 7.   | 14 вересня 2009   | Порту, США                        | Ґрунт    | Денієл Сметгерст | Карлос Кальдерон-Родрігес Педро Клар Россельйо | 6-7(5-7), 3-6        |
| Поразка   | 8.   | 6 липня 2010      | Піттсбург, США                    | Ґрунт    | Вашек Поспішил   | Тенніс Сендгрен Райн Вільямс                   | 6-3, 3-6, 9-11       |
| Перемога  | 9.   | 26 червня 2007    | Каракас, Венесуела                | Тверде   | Мацек Сикут      | Рамон Гонсалес Алешандрі Шнітман               | 6-2, 6-4             |
| Поразка   | 10.  | 1 лютого 2011     | Палм-Кост, США                    | Ґрунт    | Блейк Строуд     | Димитар Кутровський Джек Сок                   | 3-6, 6-3, 8-10       |
| Перемога  | 11.  | 22 лютого 2011    | Браунсвілл, США                   | Тверде   | Девін Бріттон    | Борис Никола Бакалов Ніколоз Басілашвілі       | 6-1, 6-3             |
| Перемога  | 12.  | 3 травня 2011     | Орандж-Парк (Флорида), США        | Ґрунт    | Девін Бріттон    | Геральд Мельцер Тай Тромбетта                  | 6-2, 6-4             |
| Перемога  | 13.  | 17 квітня 2012    | Літл-Рок, США                     | Тверде   | Тенніс Сендгрен  | Марвін Баркер Едвард Коррі                     | 4-6, 7-6(10-8), 10-8 |
| Перемога  | 14.  | 2 липня 2012      | Келоуна, Канада                   | Тверде   | Ерік Хвойка      | Філіп Бестер Каміл Пайковскі                   | 6-7(8-10), 6-4, 10-8 |
| Поразка   | 15.  | 9 липня 2012      | Саскатун, CAN                     | Тверде   | Ерік Хвойка      | Ніколас Мейстер Педру Зербіні                  | 6-3, 4-6, 10-12      |
| winner    | 16.  | 23 вересня 2014   | Ірвайн, США                       | Тверде   | Грег Джонс       | Карстен Болл Джуніор Александр Ор              | 6-2, 4-6, 10-5       |